# Geme
Geme es una freguesia portuguesa del concelho de Vila Verde, con 2,47 km² de superficie y 474 habitantes (2001). Su densidad de población es de 191,9 hab/km².